# Досунму, Айо
Куамдин Айопо «Айо» Досунму (англ. Quamdeen Ayopo «Ayo» Dosunmu; Пустой шаблон {{ВД-Преамбула}} ) — американский профессиональный баскетболист клуба «Чикаго Буллз». 

## Ранние годы
Айо Досунму родился в Чикаго в семье нигерийца и афроамериканки. Он происходит из народа йоруба в Нигерии, а его имя Айо означает «радость» на языке йоруба. Досунму начал свою карьеру в чикагской школе Вестингхаус, где помог «Уорриорз» выиграть конференцию 2015 года, победив среднюю школу Аль Раби и набрал рекордные 40 очков в игре против школы Крейн. Он перевёлся после своего первого года обучения в Морган Парк. На третьем курсе Досунму привёл «Мустангс» к чемпионству штата 3A, хотя он не смог сыграть в чемпионской игре из-за травмы. На последнем курсе Досунму снова привёл «Мустангс» к чемпионству штата, в котором он набрал 28 очков, побив рекорд Ассоциации средних школ Иллинойса по очкам, набранных в игре за звание чемпиона.
В марте 2018 года Досунму был назван одним из 26 выпускников школы, которые приняли участие в Jordan Brand Classic 8 апреля 2018 года в «Барклайс-центре» в Бруклине. Досунму стал третьим игроком «Иллинойса», выбранным для участия в Jordan Classic, присоединившись к Ди Брауну, который играл за команду Red в 2002 году, и Джейлену Коулмену-Лэндсу, который играл в 2015 году. Досунму также был выбран для участия во второй ежегодной игре Iverson Roundball Classic в апреле 2018 года в районной средней школе Саудертон за пределами Филадельфии, штат Пенсильвания. В течение своего последнего сезона Досунму в среднем набирал 25,2 очка, 7,4 подбора, 7,3 передачи и 2,7 перехвата, что привело Морган Парк ко второму подряд чемпионству штата 3A. По итогам последнего сезона он был также включён в первую сборную штата по версиям Associated Press, Chicago Tribune, Chicago Sun-Times, Champaign News-Gazette и Ассоциации баскетбольных тренеров Иллинойса.
19 октября 2017 года Досунму устно пообещал играть в студенческий баскетбол за «Иллинойс» под руководством главного тренера Брэда Андервуда. Досунму подписал Национальное письмо о намерениях в ноябре 2017 года, чтобы присоединиться к «Иллинойсу».

## Карьера в колледже

### Сезон 2018/2019
Досунму дебютировал в студенческом баскетболе 8 ноября 2018 года в матче против «Эвансвилля», набрав 18 очков, 6 подборов, 4 передачи и 3 перехвата. По итогам сезона Досунму был включен в сборную новичков конференции Big Ten. В среднем он набирал 13,8 очков и 3,3 передачи за игру, будучи новичком.

### Сезон 2019/2020
Досунму забросил победный бросок на последней секунде в игре против «Мичигана» (64:62), завершив матч с 27 набранными очками. 11 февраля Досунму получил травму в концовке проигрышного матча против «Мичиган Стэйт» (69:70). Несмотря на то, что МРТ не показала структурных повреждений, Досунму был вынужден пропустить следующую игру против «Ратгерса». Вернувшись после травмы, Досунму набрал 24 очка в победной игре против «Пенн Стэйт» (62:56). По окончании регулярного сезона Досунму был включён в первую сборную  конференции Big Ten по версии СМИ, и во вторую - по версии тренеров. Будучи студентом второго курса, Досунму набирал в среднем 16,6 очков, 4,3 подбора и 3,3 передачи за игру.. По окончании сезона Досунму выставил свою кандидатуру на драфт НБА 2020 года. 31 июля 2020 года он снялся с драфта, чтобы вернуться в «Иллинойс» на свой третий сезон.

### Сезон 2020/2021
25 ноября 2020 года Досунму набрал 28 очков, 10 подборов и 5 результативных передач в победной игре против «Северной Каролины» (122:60). 12 декабря он набрал рекордные в карьере 36 очков в проигрышной игре против «Миссури» (78:81). 6 февраля 2021 года он стал третьим игроком в истории франшизы, оформившим трипл-дабл, набрав 21 очко, сделав 12 подборов и 12 результативных передач в победной игре против «Висконсина» (75:60). 20 февраля Досунму записал свой второй трипл-дабл, набрав 19 очков, сделав 10 подборов и 10 результативных передач в победном матче против «Миннесоты» (94:63). 23 февраля Досунму сломал нос во время проигрышной игре против «Мичиган Стэйт» (72:81). 14 марта он набрал 16 очков и сделал 9 подборов в победном финальном матче чемпионата Big Ten против «Огайо Стэйт» (91:88). Он был назван самым выдающимся игроком турнира. Досунму был единогласно включён в первую всеамериканскую сборную NCAA и выиграл Приз имени Боба Коузи как лучший разыгрывающий защитник в стране. 6 апреля 2021 года Досунму объявил о своем участии на драфте НБА 2021 года, завершив свою трёхлетнюю карьеру в «Иллинойсе».

## Профессиональная карьера
Досунму был выбран во втором раунде драфта НБА 2021 года под 38-м номером своей родной командой «Чикаго Буллз». 18 августа 2021 года «Буллз» объявили о подписании контракта с Досунму. 8 декабря Досунму попал в стартовый состав команды, набрав 11 очков, сделав 6 подборов и 8 результативных передач, в победной игре против «Денвер Наггетс» (109:97). 25 января 2022 года Досунму реализовал 9 подряд бросков с игры, превзойдя рекорд из 8 новичка «Буллз» Орландо Вулриджа.
21 декабря 2022 года Досунму забросил победный бросок в игре против «Атланта Хокс» (110:108). 23 июля 2023 года он вновь подписал контракт с «Буллз».
12 февраля 2024 года Досунму набрал 29 очков, что стало рекордом его карьеры, и сделал 7 результативных передач, что стало рекордом сезона, в победном матче против «Атланта Хокс» (136:126). 16 марта Досунму превзошёл свой рекорд, набрав 34 очка в победной игре против «Вашингтон Уизардс» (127:98).
5 декабря 2024 года Досунму сделал свой первый в карьере трипл-дабл, набрав 27 очков, сделав 10 подборов и 11 передач, в победном матче против «Сан-Антонио Спёрс» (139:124). В 46 матчах (26 в стартовом составе) за «Чикаго» в сезоне 2024/2025 он в среднем набирал 12,3 очка, делал 3,5 подбора и 4,5 передачи. 4 марта 2025 года было объявлено, что Досунму пропустит от 4 до 6 недель после операции по восстановлению перелома задней части левого плеча. Эта процедура впоследствии завершила сезон для Досунму.

## Карьера за сборную
В мае 2018 года Досунму был среди 32 игроков, получивших приглашение на тренировочный лагерь в Олимпийском тренировочном центре США в Колорадо-Спрингс, штат Колорадо, для игры за юношескую сборную в рамках подготовки к чемпионату Америки (до 18 лет) 2018 года. Досунму выиграл золотую медаль в составе сборной, набирая в среднем 9,5 очков, 4,5 результативных передач и 2,3 подбора во время международных соревнований.

## Статистика

### Статистика в НБА
| Сезон                                                                                    | Команда | Регулярный сезон | Регулярный сезон | Регулярный сезон | Регулярный сезон | Регулярный сезон | Регулярный сезон | Регулярный сезон | Регулярный сезон | Регулярный сезон | Регулярный сезон | Регулярный сезон | Серия плей-офф | Серия плей-офф | Серия плей-офф | Серия плей-офф | Серия плей-офф | Серия плей-офф | Серия плей-офф | Серия плей-офф | Серия плей-офф | Серия плей-офф | Серия плей-офф |
| Сезон                                                                                    | Команда | GP               | GS               | MPG              | FG%              | 3P%              | FT%              | RPG              | APG              | SPG              | BPG              | PPG              | GP             | GS             | MPG            | FG%            | 3P%            | FT%            | RPG            | APG            | SPG            | BPG            | PPG            |
| ---------------------------------------------------------------------------------------- | ------- | ---------------- | ---------------- | ---------------- | ---------------- | ---------------- | ---------------- | ---------------- | ---------------- | ---------------- | ---------------- | ---------------- | -------------- | -------------- | -------------- | -------------- | -------------- | -------------- | -------------- | -------------- | -------------- | -------------- | -------------- |
| 2021/22                                                                                  | Чикаго  | 77               | 40               | 27,4             | 52,0             | 37,6             | 67,9             | 2,8              | 3,3              | 0,8              | 0,4              | 8,8              | 5              | 1              | 17,2           | 30,8           | 23,1           | 100,0          | 2,6            | 2,2            | 0,2            | 0,0            | 4,0            |
| 2022/23                                                                                  | Чикаго  | 80               | 51               | 26,2             | 49,3             | 31,2             | 80,5             | 2,8              | 2,6              | 0,8              | 0,3              | 8,6              | Не участвовал  | Не участвовал  | Не участвовал  | Не участвовал  | Не участвовал  | Не участвовал  | Не участвовал  | Не участвовал  | Не участвовал  | Не участвовал  | Не участвовал  |
| 2023/24                                                                                  | Чикаго  | 76               | 37               | 29,1             | 50,1             | 40,3             | 81,0             | 2,8              | 3,2              | 0,9              | 0,5              | 12,2             | Не участвовал  | Не участвовал  | Не участвовал  | Не участвовал  | Не участвовал  | Не участвовал  | Не участвовал  | Не участвовал  | Не участвовал  | Не участвовал  | Не участвовал  |
| 2024/25                                                                                  | Чикаго  | 46               | 26               | 30,3             | 49,2             | 32,8             | 78,5             | 3,5              | 4,5              | 0,9              | 0,4              | 12,3             | Не участвовал  | Не участвовал  | Не участвовал  | Не участвовал  | Не участвовал  | Не участвовал  | Не участвовал  | Не участвовал  | Не участвовал  | Не участвовал  | Не участвовал  |
|                                                                                          | Всего   | 279              | 154              | 28,0             | 50,2             | 36,1             | 77,3             | 2,9              | 3,3              | 0,8              | 0,4              | 10,2             | 5              | 1              | 17,2           | 30,8           | 23,1           | 100,0          | 2,6            | 2,2            | 0,2            | 0,0            | 4,0            |
| Наведите курсор мыши на аббревиатуры в заголовке таблицы, чтобы прочесть их расшифровку. |         |                  |                  |                  |                  |                  |                  |                  |                  |                  |                  |                  |                |                |                |                |                |                |                |                |                |                |                |

### Статистика в NCAA
| Сезон | Команда  | Conf    | Class | GP | GS | MPG  | FG%  | 3P%  | FT%  | RPG | APG | SPG | BPG | PPG  |
| --- | -------- | ------- | ----- | -- | -- | ---- | ---- | ---- | ---- | --- | --- | --- | --- | ---- |
| 2018/19 | Иллинойс | Big Ten | FR    | 32 | 32 | 31,3 | 43,5 | 35,2 | 69,5 | 4,0 | 3,3 | 1,3 | 0,3 | 13,8 |
| 2019/20 | Иллинойс | Big Ten | SO    | 30 | 30 | 33,5 | 48,4 | 29,6 | 75,5 | 4,3 | 3,3 | 0,8 | 0,2 | 16,6 |
| 2020/21 | Иллинойс | Big Ten | JR    | 28 | 28 | 35,1 | 48,8 | 39,0 | 78,3 | 6,3 | 5,3 | 1,1 | 0,2 | 20,1 |
| Всего | Всего    | Всего   | Всего | 90 | 90 | 33,2 | 47,0 | 34,5 | 75,0 | 4,8 | 3,9 | 1,1 | 0,2 | 16,7 |
| Наведите курсор мыши на аббревиатуры в заголовке таблицы, чтобы прочесть их расшифровку Статистика приведена с сайта sports-reference.com |          |         |       |    |    |      |      |      |      |     |     |     |     |      |